# Кроче
Кроче (фр. Croce) насеље је и општина у Француској у региону Корзика, у департману Горња Корзика која припада префектури Бастија.
По подацима из 2011. године у општини је живело 81 становника, а густина насељености је износила 12,6 становника/km². Општина се простире на површини од 6,43 km². Налази се на средњој надморској висини од 800 метара (максималној 1.655 m, а минималној 259 m).

## Демографија
| 1962. | 1968. | 1975. | 1982. | 1990. | 1999. | 2011. |
| ----- | ----- | ----- | ----- | ----- | ----- | ----- |
| 103   | 106   | 97    | 100   | 78    | 85    | 81    |

График промене броја становника у току последњих година